# Pusztaszemes
Pusztaszemes ist eine ungarische Gemeinde im Kreis Siófok im Komitat Somogy in Südtransdanubien und hat 336 Einwohner (Stand 2015) auf einer Fläche von 10,39 km².

## Geografische Lage
Pusztaszemes liegt gut 10 Kilometer südlich des Balaton, 47 Kilometer nordöstlich des Komitatssitzes Kaposvár, 18,5 Kilometer südwestlich der Kreisstadt Siófok an dem Fluss Jaba-patak. Nachbargemeinden sind Kereki, Bálványos, Kapoly und Kötcse. 

## Geschichte
Die erste bekannte urkundliche Erwähnung erfolgte 1229, war in einer urkundlich erwähnten Grenzbeschreibung im Auftrag von König Andreas II. 1332 wurde der Ort wurde es in verschiedenen päpstlichen Schriften erwähnt, die im Zusammenhang einem Priesterkollegium im benachbarten Kereki standen. Es wurde 1536 mit dem wohl damals geltenden Namen Waralyazemes beschrieben. Auch von den Türken, wurde nach deren Eroberung der Ort in das türkische Steuerregister aufgenommen. Wegen der Bevölkerungsflucht während der Besetzung war das Dorf aber später unbewohnt und entvölkert.
Nach dem Kuruzenaufstand erließ Maria Theresia neue Staatsgesetze um die entvölkerten Gebiete mit freien Personen zu besiedeln. Im Ort siedelten sich vorwiegend deutsche Familien an und bauten in der zweiten Hälfte des 18. Jahrhunderts das Dorf als typisches Straßendorf der Donauschwaben wieder auf. Wie die gesamte Umgebung befand sich ein bedeutender Anteil des Grund und Boden im Eigentum der Adelsfamilie Széchényi, der Rest wurde an die Einwanderer verteilt. Die römisch-katholische Kirche errichtete um 1860 ihren Kirchenneubau, welche dem Hl. Wendelin geweiht wurde.
Im Jahr 1913 gab es in der damaligen Kleingemeinde 65 Häuser und 471 Einwohner auf einer Fläche von 1742 Katastraljochen. Sie gehörte zu dieser Zeit zum Bezirk Tab im Komitat Somogy.
Im Laufe der letzten 300 Jahre änderte sich die ethnische Bevölkerung und die deutsche Mehrheit in Dorf, wurde gerade nach dem Ersten Weltkrieg, als Folge des Vertrag von Trianon und der Vertreibungen nach Zweiten Weltkrieg zu einer verschwindenden Minderheit. Bei einer Volkszählung im Jahr 2001 gaben 98,3 % der Bevölkerung an, dass sie Ungarn seien.

## Sehenswürdigkeiten
- die Römisch-katholische Kirche Szent Vendel wurde 1860 erbaut und gewidmet dem Heiligen Wendelin
- ein Denkmal für die Toten des Ersten Weltkriegs und des Zweiten Weltkriegs.

## Verkehr
Durch Pusztaszemes verläuft die Landstraße Nr. 6505. Es bestehen Busverbindungen über Balatonföldvár nach Siófok sowie über Igal und Magyaratád nach Kaposvár. Der nächstgelegene Bahnhof befindet sich elf Kilometer nördlich in Balatonföldvár.